# Atalanta Bergamasca Calcio 1949-1950
Questa pagina raccoglie i dati riguardanti l'Atalanta Bergamasca Calcio nelle competizioni ufficiali della stagione 1949-1950.

## Stagione
Dopo la deludente stagione precedente, si avverte la necessità di cambiare: la guida tecnica fu affidata a Varglien (che sancirà il definitivo passaggio allo "schema"). L'apertura al tesseramento fino a 3 stranieri per squadra porta l'Atalanta all'acquisto dei danesi Hansen e Sørensen. A sostituire il partente Mari (passato alla Juventus) arriva Stefano Angeleri.
La squadra convince e diverte, vince 6-2 sul campo del Bologna e strapazza il Milan (5-2) e l'Inter (2-1) a Bergamo.
Un leggero calo nel finale tuttavia compromette una classifica fino a quel momento ottima, chiudendo all'ottavo posto a 40 punti.
A fine stagione saranno 66 i gol realizzati dalla compagine nerazzurra, tre giocatori andarono in doppia cifra: Hansen (18), Sørensen (17) e Caprile (14).

## Organigramma societario
Area direttiva
- Presidente: Daniele Turani
- Vice Presidente: Maurizio Reich, Giulio Marelli
- Consiglieri: Giuseppe Callioni, Alessandro Gambirasi, Clemente Mayer, Alberto Mazzucconi, Guido Rossi, Luigi Tentorio, Giordano Trussardi, Erminio Turani
- Tesoriere: Antonio Rampinelli
- Segretario: Carlo Terzi, Emilio Pezzotta
- Revisore conti: Cesare Bonafus, Oreste Onetto, Giuseppe Pizzigoni

Area tecnica
- Allenatore: Giovanni Varglien

Area sanitaria
- Medico sociale: Luigi Benvenuto
- Massaggiatore: Leone Sala

## Rosa
| N. |                      | Ruolo | Calciatore        |
| -- | -------------------- | ----- | ----------------- |
|    | Italia (bandiera)    | P     | Giuseppe Albani   |
|    | Italia (bandiera)    | P     | Giuseppe Casari   |
|    | Italia (bandiera)    | D     | Antonio Dalmonte  |
|    | Italia (bandiera)    | D     | Luciano Gariboldi |
|    | Svezia (bandiera)    | D     | Bertil Nordahl    |
|    | Italia (bandiera)    | D     | Carlo Piccardi    |
|    | Italia (bandiera)    | D     | Livio Roncoli     |
|    | Italia (bandiera)    | C     | Stefano Angeleri  |
|    | Italia (bandiera)    | C     | Giancarlo Cadè    |
|    | Danimarca (bandiera) | C     | Karl Aage Hansen  |

| N. |                      | Ruolo | Calciatore         |
| -- | -------------------- | ----- | ------------------ |
|    | Italia (bandiera)    | C     | Ermanno Malinverni |
|    | Italia (bandiera)    | C     | Francesco Randon   |
|    | Italia (bandiera)    | C     | Luigi Saccavino    |
|    | Danimarca (bandiera) | C     | Leschly Sørensen   |
|    | Italia (bandiera)    | A     | Onorio Busnelli    |
|    | Italia (bandiera)    | A     | Emilio Caprile     |
|    | Italia (bandiera)    | A     | Antonio Caprioli   |
|    | Italia (bandiera)    | A     | Francesco Cergoli  |
|    | Italia (bandiera)    | A     | Edmondo Fabbri     |

## Calciomercato
| Acquisti | Acquisti           | Acquisti          | Acquisti   |
| R.       | Nome               | da                | Modalità   |
| -------- | ------------------ | ----------------- | ---------- |
| P        | Giuseppe Albani    | Inter             | definitivo |
| D        | Luciano Gariboldi  | Inter             | definitivo |
| C        | Stefano Angeleri   | Juventus          | definitivo |
| C        | Ermanno Malinverni | Modena            | definitivo |
| C        | Luigi Saccavino    | Udinese           | definitivo |
| C        | Karl Aage Hansen   | Huddersfield Town | definitivo |
| C        | Leschly Sørensen   | Odense            | definitivo |
| A        | Emilio Caprile     | Juventus          | prestito   |
| A        | Francesco Cergoli  | Juventus          | definitivo |

| Cessioni | Cessioni          | Cessioni       | Cessioni   |
| R.       | Nome              | a              | Modalità   |
| -------- | ----------------- | -------------- | ---------- |
| P        | Piero Persico     | Sambenedettese | definitivo |
| D        | Alberto Citterio  | Legnano        | definitivo |
| C        | Luigi Bertoli     | Cremonese      | definitivo |
| C        | Flavio Cecconi    | Lazio          | definitivo |
| C        | Severo Cominelli  | SPAL           | definitivo |
| C        | Onofrio Fusco     | Avellino       | definitivo |
| C        | Bruno Gremese     | Torino         | definitivo |
| C        | Giacomo Mari      | Juventus       | definitivo |
| C        | Renato Miglioli   | Inter          | definitivo |
| A        | Mario Astorri     | Napoli         | definitivo |
| A        | Július Korostelev | Reggina        | definitivo |

## Risultati

### Serie A

#### Girone di andata
| Arbitro: | Pieri (Trieste) |

|                              |           |                                                                 |
| Cappello 58’ Mike 75’ (rig.) | Marcatori | 19’, 46’ (rig.), 82’ (rig.) Hansen 27’, 29’ Sørensen 74’ Randon |

| Arbitro: | Dattilo (Roma) |

|                                      |           |         |
| Sørensen 43’ Busnelli 75’ Hansen 80’ | Marcatori | 72’ Gei |

| Arbitro: | Gemini (Roma) |

|                                   |           |           |
| Miglioli 3’ Amadei 35’ Wilkes 36’ | Marcatori | 2’ Randon |

| Arbitro: | Bellè (Venezia) |

|                       |           |           |
| Hansen 5’ (rig.), 57’ | Marcatori | 24’ Vörös |

| Arbitro: | Agnolin (Bassano del Grappa) |

|                                                      |           |                         |
| Ferraris II 2’, 13’ Renica 43’, 77’ Piola 45’ (rig.) | Marcatori | 14’ Sørensen 49’ Hansen |

| Arbitro: | Orlandini (Roma) |

|                                |           |                               |
| Sørensen 52’ Hansen 66’ (rig.) | Marcatori | 17’ (rig.) Mari 56’ Boniperti |

| Arbitro: | Canevesio (Torino) |

|             |           |                        |
| Pernigo 34’ | Marcatori | 68’ Hansen 75’ Caprile |

| Arbitro: | Silvano (Torino) |

|              |           |           |
| Sørensen 73’ | Marcatori | 27’ Mazza |

| Arbitro: | Pieri (Trieste) |

|                              |           |              |
| Liedholm 48’ Gren 72’ (rig.) | Marcatori | 37’ Sørensen |

| Arbitro: | Bernardi (Bologna) |

|                                           |           |  |
| Busnelli 4’ Cergoli 12’ Sørensen 20’, 35’ | Marcatori |  |

| Arbitro: | Canavesio (Torino) |

|                |           |  |
| Curti 12’, 48’ | Marcatori |  |

| Arbitro: | Liverani (Torino) |

|                                       |           |                              |
| Sørensen 44’ Busnelli 58’ Caprile 84’ | Marcatori | 54’ (rig.), 73’ Arangelovich |

| Arbitro: | Bertolio (Torino) |

|                     |           |              |
| Pandolfini 26’, 54’ | Marcatori | 74’ Sørensen |

| Arbitro: | Bellè (Venezia) |

|                      |           |                   |
| Remondini 12’ (rig.) | Marcatori | 85’ (rig.) Hansen |

| Arbitro: | Tibaldi (Savona) |

|                                                    |           |  |
| Boldi 67’ (aut.) Santamaria 72’ (aut.) Caprile 86’ | Marcatori |  |

| Arbitro: | Dattilo (Roma) |

|  |           |                                 |
|  | Marcatori | 8’ (aut.) Angeleri 25’ Maronati |

| Arbitro: | Massai (Pisa) |

|  |           |             |
|  | Marcatori | 83’ Caprile |

| Arbitro: | Cambi (Livorno) |

|                      |           |            |
| Hansen 15’, 40’, 55’ | Marcatori | 37’ Degano |

| Bergamo 8 gennaio 1950 19ª giornata | Atalanta        | 0 – 0 | Torino | Stadio Comunale\| Arbitro: \| Cappucci (Roma) \| |
| Arbitro:                            | Cappucci (Roma) |       |        |                                                  |

#### Girone di ritorno
| Arbitro: | Pieri (Trieste) |

|           |           |                     |
| Hansen 3’ | Marcatori | 30’ (aut.) Dalmonte |

| Arbitro: | Agnolin (Bassano del Grappa) |

|                                |           |                  |
| Lorenzo 50’ Baldini 67’ (rig.) | Marcatori | 21’, 39’ Caprile |

| Arbitro: | Poggipollini (Ferrara) |

|               |           |  |
| Stradella 62’ | Marcatori |  |

| Arbitro: | Bellè (Venezia) |

|                              |           |            |
| Hansen 40’ (rig.) Fabbri 48’ | Marcatori | 39’ Amadei |

| Arbitro: | Scotto (Savona) |

|  |           |                               |
|  | Marcatori | 22’ (aut.) Nordahl 32’ Feccia |

| Arbitro: | Tassini (Verona) |

|                            |           |  |
| J.Hansen 36’ Boniperti 64’ | Marcatori |  |

| Arbitro: | Liverani (Torino) |

|                         |           |             |
| Cergoli 24’ Caprile 52’ | Marcatori | 79’ La Rosa |

| Arbitro: | Savio (Torino) |

|                                      |           |                        |
| Valcareggi 50’ Kincses 58’, 78’, 87’ | Marcatori | 14’ Caprile 85’ Hansen |

| Arbitro: | Massai (Pisa) |

|                                              |           |                               |
| Sørensen 7’, 21’ Fabbri 14’ Caprile 19’, 69’ | Marcatori | 11’ G.Nordahl 81’ (rig.) Gren |

| Arbitro: | Pieri (Trieste) |

|             |           |  |
| Aballay 39’ | Marcatori |  |

| Arbitro: | Bertolio (Torino) |

|                                                 |           |  |
| Sørensen 13’, 17’ Hansen 49’ Sforzin 67’ (aut.) | Marcatori |  |

| Arbitro: | Gamba (Napoli) |

|           |           |                             |
| Bacci 19’ | Marcatori | 16’, 54’ Fabbri 77’ Caprile |

| Arbitro: | Boffardi (Genova) |

|                               |           |                          |
| Sørensen 38’ Caprile 52’, 69’ | Marcatori | 67’ Pandolfini 90’ Janda |

| Arbitro: | Scotto (Savona) |

|            |           |  |
| Cergoli 5’ | Marcatori |  |

| Arbitro: | Cambi (Livorno) |

|                                      |           |                       |
| Vycpálek 12’ (rig.), 21’ Di Maso 62’ | Marcatori | 72’ Fabbri 89’ Hansen |

| Arbitro: | Coppolone (Bari) |

|                                   |           |  |
| Lipizer 32’, 70’, 85’ Ghiandi 51’ | Marcatori |  |

| Arbitro: | Bernardi (Bologna) |

|  |           |              |
|  | Marcatori | 14’ Petrozzi |

| Arbitro: | Canavesio (Torino) |

|               |           |                          |
| Renosto II 2’ | Marcatori | 36’ Caprile 54’ Sørensen |

| Arbitro: | Cartei (Firenze) |

|                                            |           |              |
| Bengtsson 46’ Carapellese 67’ Giuliano 78’ | Marcatori | 22’ Busnelli |

## Statistiche

### Statistiche di squadra
| Competizione | Punti | In casa | In casa | In casa | In casa | In casa | In casa | In trasferta | In trasferta | In trasferta | In trasferta | In trasferta | In trasferta | Totale | Totale | Totale | Totale | Totale | Totale | DR |
| Competizione | Punti | G       | V       | N       | P       | Gf      | Gs      | G            | V            | N            | P            | Gf           | Gs           | G      | V      | N      | P      | Gf     | Gs     | DR |
| ------------ | ----- | ------- | ------- | ------- | ------- | ------- | ------- | ------------ | ------------ | ------------ | ------------ | ------------ | ------------ | ------ | ------ | ------ | ------ | ------ | ------ | -- |
| Serie A      | 40    | 19      | 12      | 4       | 3       | 39      | 20      | 19           | 5            | 2            | 12           | 27           | 40           | 38     | 17     | 6      | 15     | 66     | 60     | +6 |

### Statistiche dei giocatori
| Giocatore     | Serie A  | Serie A |
| Giocatore     | Presenze | Reti    |
| ------------- | -------- | ------- |
| G. Albani     | 5        | -9      |
| S. Angeleri   | 35       | 0       |
| O. Busnelli   | 14       | 4       |
| G.C. Cadè     | 1        | 0       |
| E. Caprile    | 31       | 14      |
| A. Caprioli   | 2        | 0       |
| G. Casari     | 33       | -51     |
| F. Cergoli    | 31       | 3       |
| A. Dalmonte   | 33       | 0       |
| E. Fabbri     | 21       | 5       |
| L. Gariboldi  | 17       | 0       |
| K. Hansen     | 37       | 18      |
| E. Malinverni | 30       | 0       |
| B. Nordahl    | 31       | 0       |
| C. Piccardi   | 26       | 0       |
| F. Randon     | 18       | 2       |
| L. Roncoli    | 1        | 0       |
| L. Saccavino  | 16       | 0       |
| J.L. Sørensen | 36       | 17      |